# Trofeo Oro in Euro 2023
Il Trofeo Oro in Euro 2023, quindicesima edizione della corsa e valevole come prova del Calendario internazionale femminile UCI 2023 categoria 1.1, si svolse il 5 marzo 2023 su un percorso di 106,1 km, con partenza e arrivo a Cinquale, frazione del comune di Montignoso, in Italia. La vittoria fu appannaggio dell'italiana Gaia Realini, la quale ha completato il percorso in 2h34'22", alla media di 41,239 km/h, precedendo l'australiana Amanda Spratt e la connazionale Martina Alzini.
Sul traguardo di Cinquale 103 cicliste, delle 163 partite, hanno portato a termine la competizione.

## Squadre e corridore partecipanti
Al via 30 formazioni.
| N.      | Cod. | Squadra                         |
| ------- | ---- | ------------------------------- |
| 2-6     | CGS  | Israel Premier Tech Roland      |
| 11-16   | TIB  | EF Education-Tibco-SVB          |
| 22-26   | TFS  | Trek-Segafredo                  |
| 31-36   | COF  | Cofidis Women Team              |
| 41-46   | PHV  | Parkhotel Valkenburg            |
| 51-56   | WNT  | Ceratizit-WNT Pro Cycling Team  |
| 61-66   | LKF  | Laboral Kutxa-Fundación Euskadi |
| 71-76   | UTD  | UAE Development Team            |
| 81-86   | GEK  | Grand Est-Komugi-La Fabrique    |
| 91-95   | TGA  | Team Group Abadie               |
| 101-106 | MXR  | Maxx-Solar Rose Women Racing    |
| 111-116 | VAI  | Aromitalia Basso Bikes Vaiano   |
| 121-126 | BPK  | BePink                          |
| 131-136 | TOP  | Top Girls Fassa Bortolo         |
| 141-146 | BTW  | Born to Win G20 Ambedo          |

| N.      | Cod. | Squadra                    |
| ------- | ---- | -------------------------- |
| 151-156 | GBJ  | GB Junior Team Piemonte    |
| 161-166 | MDS  | Team Mendelspeck           |
| 171-176 | SBT  | Isolmant-Premac-Vittoria   |
| 181-186 | ZAF  | Zaaf Cycling Team          |
| 191-196 |      | TKK Pacific Nestlé Fitness |
| 201-205 |      | Team Embrace The World     |
| 211-216 |      | KDM-Pack Cycling Team      |
| 221-225 |      | Region Sud                 |
| 231-236 |      | WV Schijndel               |
| 241-246 |      | Women Cycling Project      |
| 251-256 |      | Zhiraf Guerciotti          |
| 261-264 |      | Vallerbike                 |
| 271-274 |      | Conceria Zabri             |
| 281-284 |      | C.C. Canturino 1902        |
| 291-294 |      | G.S. Gauss                 |

## Ordine d'arrivo (Top 10)
| Pos. | Corridore        | Squadra   | Tempo    |
| ---- | ---------------- | --------- | -------- |
| 1    | Gaia Realini     | Trek      | 2h34'22" |
| 2    | Amanda Spratt    | Trek      | s.t.     |
| 3    | Martina Alzini   | Cofidis   | a 1'56"  |
| 4    | Alison Jackson   | EF        | s.t.     |
| 5    | Cristina Tonetti | Top Girls | s.t.     |
| 6    | Arianna Fidanza  | Ceratizit | s.t.     |
| 7    | Silvia Zanardi   | BePink    | s.t.     |
| 8    | Elynor Bäckstedt | Trek      | s.t.     |
| 9    | Morgane Coston   | Cofidis   | s.t.     |
| 10   | Tamara Dronova   | Israel    | s.t.     |